# Associazione Calcio Pistoiese 1998-1999
Questa voce raccoglie le informazioni riguardanti l'Associazione Calcio Pistoiese nelle competizioni ufficiali della stagione 1998-1999.

## Stagione
Nella stagione 1998-1999 la Pistoiese disputa il girone A del campionato di Serie C1, raccoglie 51 punti con il quinto posto. L'ottimo piazzamento ottenuto, gli dà il diritto di disputare i Play-off, che devono designare la seconda promossa in Serie B, che accompagna l'Alzano Virescit, il quale vincendo a sorpresa il campionato, ha centrato la promozione diretta. Nelle due semifinali gli arancioni hanno superato il Como, nella finale giocata in gara unica a Cremona, e molto contestata dai bresciani, il 13 giugno 1999, si sono imposti (1-2), centrando il sogno del ritorno in Serie B dopo tre stagioni. Sapientemente guidata da Andrea Agostinelli la Pistoiese ha disputato un campionato diligente, facendosi trovare pronta nei due momenti topici, prima centrando il quinto posto, che pur distante quindici punti dalla vetta, ha permesso di disputare gli spareggi, e poi pronta a giocarsi le carte decisive nei Play-off. Migliori marcatori in campionato Fabrizio Fioretti con 8 reti e Giancarlo Pantano con 7 centri. Nella Coppa Italia di Serie C gli arancioni hanno disputato il girone H di qualificazione, che ha promosso ai sedicesimi di finale il Pontedera ed il Siena.

## Rosa
| N. |                   | Ruolo | Calciatore           |
| -- | ----------------- | ----- | -------------------- |
|    | Italia (bandiera) | D     | Alessandro Agostini  |
|    | Italia (bandiera) | D     | Andrea Bellini       |
|    | Italia (bandiera) | P     | Mirko Bellodi        |
|    | Italia (bandiera) | C     | Mirko Benin          |
|    | Italia (bandiera) | D     | David Bianchini      |
|    | Italia (bandiera) | A     | Enio Bonaldi         |
|    | Italia (bandiera) | C     | Giuseppe Castiglione |
|    | Italia (bandiera) | C     | Salvatore Papotto    |
|    | Italia (bandiera) | A     | Luca Cecconi         |
|    | Italia (bandiera) | D     | Mauro Di Lello       |
|    | Italia (bandiera) |       | Ferrara              |
|    | Italia (bandiera) | C     | Fabrizio Fioretti    |
|    | Italia (bandiera) | C     | Filippo Furiani      |
|    | Italia (bandiera) | A     | Matteo Iannitti      |
|    | Italia (bandiera) | D     | Manolo Liberati      |

| N. |                      | Ruolo | Calciatore          |
| -- | -------------------- | ----- | ------------------- |
|    | Italia (bandiera)    | C     | Gianluca Lillo      |
|    | Italia (bandiera)    | D     | Peter Livon         |
|    | Italia (bandiera)    | D     | Enrico Morello      |
|    | Italia (bandiera)    | A     | Giancarlo Pantano   |
|    | Italia (bandiera)    | A     | Claudio Pelosi      |
|    | Italia (bandiera)    | C     | Paolo Perugi        |
|    | Italia (bandiera)    | C     | Willi Pittana       |
|    | Italia (bandiera)    | A     | Simone Quercioli    |
|    | Italia (bandiera)    | A     | Riccardo Ramazzotti |
|    | Argentina (bandiera) | A     | Adrián Ricchiuti    |
|    | Italia (bandiera)    | C     | Fabrizio Romondini  |
|    | Italia (bandiera)    | D     | Emanuele Simoni     |
|    | Italia (bandiera)    | A     | Marco Vendrame      |
|    | Italia (bandiera)    | P     | Oscar Verderame     |

## Risultati

### Serie C1

#### Girone di andata
| Arbitro: | Cassarà (Palermo) |

|             |           |  |
| Pantano 54’ | Marcatori |  |

| Arbitro: | Silvestrini (Macerata) |

|                |           |                     |
| Taldo 14’, 68’ | Marcatori | 33’ (rig.) Vendrame |

| Arbitro: | Urbano (Carbonia) |

|                       |           |              |
| Merlo 16’ Fantini 28’ | Marcatori | 14’ Fioretti |

| Arbitro: | Gabriele (Frosinone) |

|                                             |           |                                 |
| Fioretti 37’, 57’ Benin 59’ Castiglione 64’ | Marcatori | 9’ Giaretta 83’ (rig.) Balesini |

| Arbitro: | Ambrosino (Torre del Greco) |

|  |           |                             |
|  | Marcatori | 16’ Pantano 90+4’ Ricchiuti |

| Arbitro: | D'Agostini (Frosinone) |

|               |           |  |
| Ricchiuti 35’ | Marcatori |  |

| Arbitro: | G. Rossi (Rimini) |

|  |           |                    |
|  | Marcatori | 45+2’, 68’ Pantano |

| Arbitro: | Strocchia (Nola) |

|                                 |           |               |
| Fioretti 57’ (rig.) Pantano 63’ | Marcatori | 14’, 39’ Zago |

| Arbitro: | Cuttica (Alessandria) |

|                           |           |                       |
| Ginestra 61’ Lucidi 90+1’ | Marcatori | 45+1’ (rig.) Fioretti |

| Arbitro: | Solvestrini (Macerata) |

|             |           |              |
| Pantano 33’ | Marcatori | 7’ Rimondini |

| Arbitro: | Evangelista (Avellino) |

|              |           |              |
| Ferracuti 8’ | Marcatori | 73’ Fioretti |

| Arbitro: | Strocchia (Nola) |

|                                 |           |                 |
| Fioretti 21’ (rig.) Bellini 82’ | Marcatori | 20’ (rig.) Favi |

| Pistoia 6 dicembre 1998 13ª giornata | Pistoiese              | 0 – 0 | Siena | Stadio Comunale\| Arbitro: \| Evangelista (Avellino) \| |
| Arbitro:                             | Evangelista (Avellino) |       |       |                                                         |

| Arbitro: | Verrucci (Fermo) |

|                  |           |  |
| Memmo 29’, 90+1’ | Marcatori |  |

| Pistoia 20 dicembre 1998 15ª giornata | Pistoiese                  | 0 – 0 | Montevarchi | Stadio Comunale\| Arbitro: \| Ciccoianni (Ascoli Piceno) \| |
| Arbitro:                              | Ciccoianni (Ascoli Piceno) |       |             |                                                             |

| Arbitro: | Ardito (Bari) |

|                            |           |  |
| Altobelli 12’ Cecchini 88’ | Marcatori |  |

| Arbitro: | Ciccoianni (Ascoli Piceno) |

|            |           |                |
| Pelosi 53’ | Marcatori | 69’ Bertolotti |

#### Girone di ritorno
| Arbitro: | N. Ayroldi (Molfetta) |

|            |           |             |
| Campana 8’ | Marcatori | 64’ Pantano |

| Arbitro: | Palmieri (Cosenza) |

|            |           |  |
| Bellini 7’ | Marcatori |  |

| Arbitro: | Cruciani (Pesaro) |

|                 |           |  |
| Castiglione 81’ | Marcatori |  |

| Arbitro: | Ambrosino (Torre del Greco) |

|              |           |                                 |
| Balesini 83’ | Marcatori | 30’ Bonaldi 67’, 90+3’ Vendrame |

| Arbitro: | Papini (Perugia) |

|             |           |  |
| Bonaldi 63’ | Marcatori |  |

| Saronno 21 febbraio 1999 23ª giornata | Saronno                  | 0 – 0 | Pistoiese | Stadio Emilio Colombo\| Arbitro: \| Battistella (Conegliano) \| |
| Arbitro:                              | Battistella (Conegliano) |       |           |                                                                 |

| Arbitro: | Cassarà (Palermo) |

|                            |           |                    |
| Castiglione 4’ Bonaldi 24’ | Marcatori | 58’ (rig.) Gennari |

| Arbitro: | P. Rossi (Forlì) |

|          |           |                          |
| Zago 47’ | Marcatori | 34’ Bonaldi 61’ Vendrame |

| Arbitro: | Esposito (Trapani) |

|              |           |             |
| Vendrame 24’ | Marcatori | 52’ Airoldi |

| Arbitro: | Lecci (Varese) |

|                           |           |             |
| Rimondini 45’ Beretta 63’ | Marcatori | 15’ Bellini |

| Arbitro: | Esposito (Trapani) |

|  |           |                     |
|  | Marcatori | 1’ Salvi 84’ Rocchi |

| Arbitro: | Pieri (Genova) |

|                                 |           |                     |
| Castiglione 29’ (aut.) Favi 87’ | Marcatori | 56’ (rig.) Fioretti |

| Siena 18 aprile 1999 30ª giornata | Siena                       | 0 – 0 | Pistoiese | Stadio Artemio Franchi\| Arbitro: \| Ambrosino (Torre del Greco) \| |
| Arbitro:                          | Ambrosino (Torre del Greco) |       |           |                                                                     |

| Arbitro: | Ciulli (Roma) |

|  |           |            |
|  | Marcatori | 14’ Grossi |

| Montevarchi 2 maggio 1999 32ª giornata | Montevarchi                  | 0 – 0 | Pistoiese | Stadio Gastone Brilli Peri\| Arbitro: \| Zaltron (Bassano del Grappa) \| |
| Arbitro:                               | Zaltron (Bassano del Grappa) |       |           |                                                                          |

| Arbitro: | Ardito (Bari) |

|             |           |              |
| Bonaldi 86’ | Marcatori | 72’ Bizzarri |

| Arbitro: | Ambrosino (Torre del Greco) |

|                 |           |                        |
| De Silvestro 3’ | Marcatori | 14’ Pelosi 64’ Bellini |

### Play-off
| Arbitro: | Semeraro (Taranto) |

|             |           |  |
| Bonaldi 55’ | Marcatori |  |

| Arbitro: | Cassarà (Palermo) |

|            |           |                 |
| Rocchi 59’ | Marcatori | 10’ Castiglione |

| Arbitro: | N. Ayroldi (Molfetta) |

|            |           |                      |
| Brizzi 11’ | Marcatori | 24’ Benin 65’ Pelosi |

### Coppa Italia di Serie C

#### Girone H
| Arbitro: | Maselli (Lucca) |

|           |           |             |
| Ricci 51’ | Marcatori | 56’ Pantano |

| Arbitro: | Griselli (Livorno) |

|           |           |  |
| Benin 60’ | Marcatori |  |

| 30 agosto 1998 3ª giornata |  | – Turno di riposo Pistoiese |  |  |

| Arbitro: | Niccolai (Livorno) |

|                                         |           |                         |
| Laurentini 62’ Ghizzani 78’ Gamberi 84’ | Marcatori | 5’ Lillo 90+2’ Fioretti |

| Arbitro: | Soffritti (Ferrara) |

|  |           |                 |
|  | Marcatori | 57’ Bugiolacchi |